# The concert for Bangladesh

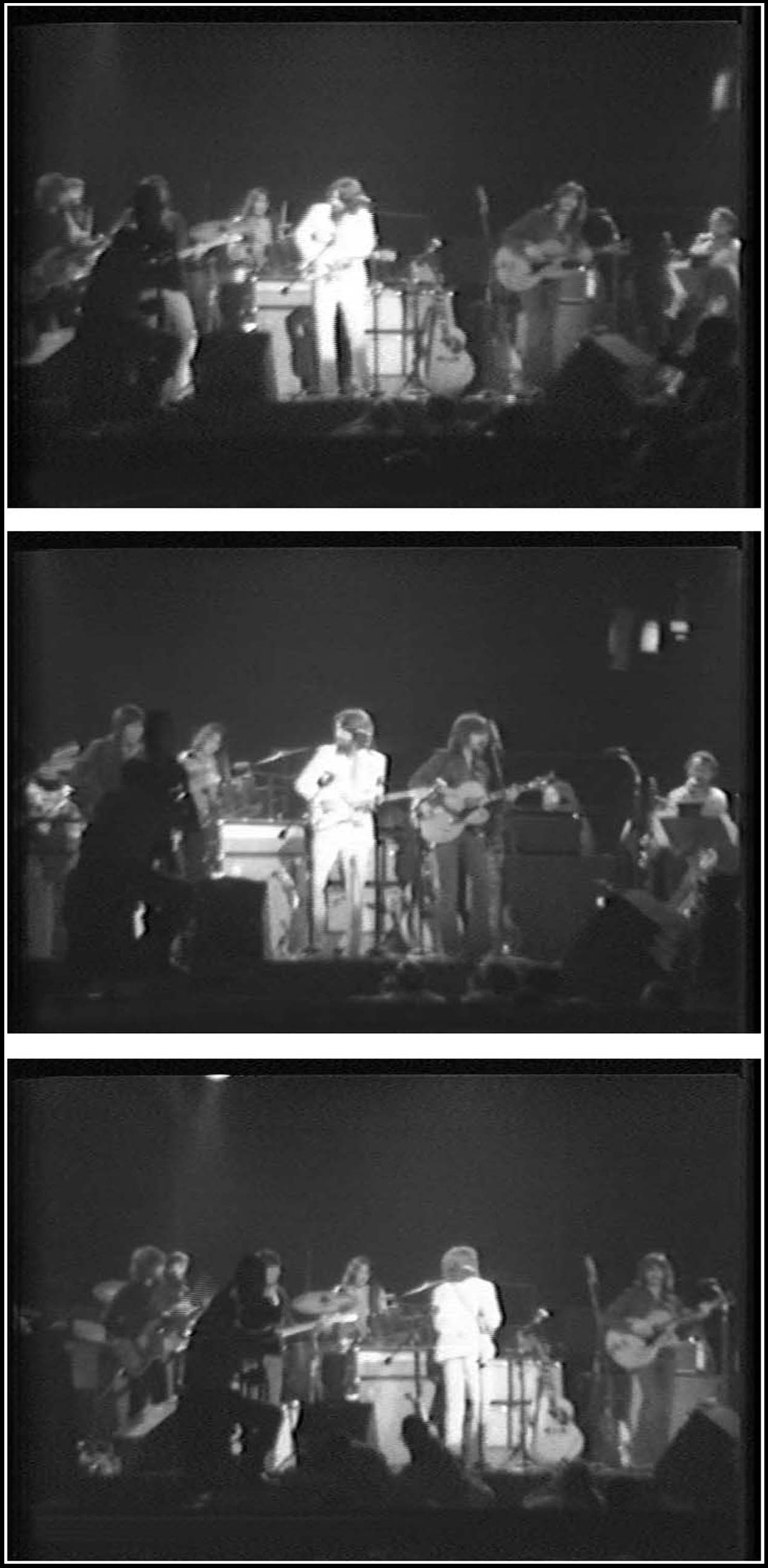
The concert for Bangladesh

The concert for Bangladesh (oorspronkelijk: The Concert for Bangla Desh, volgens de toen geldende schrijfwijze van het land) was een evenement bestaande uit twee concerten, georganiseerd door George Harrison en Ravi Shankar om fondsen te werven voor de vluchtelingen uit Oost-Pakistan, het huidige Bangladesh. Het werd georganiseerd na de cycloon Bhola van 1970, waarbij veel schade werd aangericht en tussen de 300.000 en 500.000 mensen het leven lieten. De concerten vonden plaats op 1 augustus 1971 om 12 uur 's middags en 19 uur diezelfde avond in Madison Square Garden in New York. The concert for Bangladesh was, veertien jaar voor Live Aid, het eerste benefietconcert van deze omvang. 
De bevolking van Oost-Pakistan was zwaar getroffen door hongersnood als gevolg van een orkaan die het gebied in november 1970 had getroffen, en door de onafhankelijkheidsstrijd die in maart 1971 had geleid tot een onafhankelijke staat Bangladesh. Harrison en Shankar wisten een line up neer te zetten die 40.000 bezoekers naar het stadion trok, met onder anderen Eric Clapton, Bob Dylan en Ringo Starr.
Van het concert werd nog hetzelfde jaar een album uitgegeven, en in 1972 kwam een concertfilm uit die later ook op video werd uitgebracht. In 2005 werd de film opnieuw uitgebracht, nu op dvd, met een nieuwe documentaire als extra.
De opbrengst van het concert, ruim 243.000 dollar kwam ten goede aan UNICEF. De opbrengsten van het album en de dvd worden beheerd door the George Harrison Fund for UNICEF. 

## Programma
Het concert werd geopend door Ravi Shankar op sitar, die werd begeleid door sarodspeler Ali Akbar Khan, tablaspeler Ustad Alla Rakha en Kamala Chakravarty op tambura. Historisch is Shankars opmerking If you appreciate the tuning so much, I hope you'll like the playing even more (als jullie het stemmen al zo mooi vonden hoop ik dat je zelfs nog meer van de muziek geniet), toen het publiek het stemmen der instrumenten beloonde met applaus.
George Harrison had mede-ex-Beatle Ringo Starr bereid gevonden om te drummen, John Lennon had op het laatste moment geannuleerd omdat Harrison liever niet had dat Lennons vrouw Yoko Ono mee deed. Paul McCartney had zijn steun geweigerd wegens onvrede met de manier waarop de Beatles uit elkaar waren gegaan. Naast Harrison en Starr speelden in de band Leon Russell (zang, piano en bas), Billy Preston (zang, orgel), Eric Clapton (zang, gitaar), Bob Dylan (zang, mondharmonica, gitaar), Klaus Voormann (bas), Jim Keltner (drums), Jesse Ed Davis (gitaar), Don Preston (gitaar en zang), Carl Radle (bas) en Badfinger. Daarnaast werd de band bijgestaan door The Hollywood Horns en een achtergrondkoor bestaande uit Don Nix, Jo Green, Jeanie Greene, Marlin Greene, Dolores Hall en Claudia Linnear.

## Albumtracks
Alle nummers werden geschreven door George Harrison, tenzij anders aangegeven.
1. "George Harrison / Ravi Shankar - Introduction" – 5:19
2. "Bangla Dhun" (Ravi Shankar) – 16:40
  - Een dhun uitgevoerd door Ravi Shankar
3. "Wah-Wah" – 3:30
4. "My Sweet Lord" – 4:36
5. "Awaiting on You All" – 3:00
6. "That's the way God planned it" (Billy Preston) – 4:20 
  - Uitgevoerd door Billy Preston
7. "It don't come easy" (Ringo Starr) – 3:01 
  - Uitgevoerd door Ringo Starr
8. "Beware of Darkness" – 3:36 
  - Met Leon Russell
9. "Band Introduction" – 2:39
10. "While My Guitar Gently Weeps" – 4:53
11. "Medley: Jumpin' Jack Flash/Young Blood" (Mick Jagger/Keith Richards)/(Jerry Leiber/Mike Stoller/Doc Pomus) – 9:27 
  - Door Leon Russell met Billy Preston op "Youngblood"
12. "Here Comes the Sun" – 2:59
13. "A Hard Rain's A-Gonna Fall" (Bob Dylan) – 5:44
14. "It Takes a Lot to Laugh, It Takes a Train to Cry" (Bob Dylan) – 3:07
15. "Blowin' in the Wind" (Bob Dylan) – 4:07
16. "Mr. Tambourine Man" (Bob Dylan) – 4:45
17. "Just Like a Woman" (Bob Dylan) – 4:49 
  - Tracks 13–17 door Bob Dylan, begeleid door Harrison, Ringo Starr en Leon Russell
18. "Something" – 3:42
19. "Bangla Desh" – 4:55
20. "Love Minus Zero/No Limit" (Bob Dylan) – 4:19